# The Dragon Painter
The Dragon Painter er en amerikansk stumfilm fra 1919 af William Worthington.

## Medvirkende
- Sessue Hayakawa som Tatsu
- Tsuru Aoki som Ume-ko
- Edward Peil, Sr. som Kano Indara
- Toyo Fujita som Uchida